# La Vista
La ville américaine de La Vista est située dans le comté de Sarpy, dans l’État du Nebraska. Sa population s’élevait à 15 758 habitants lors du recensement de 2010.

## Source
- (en) Cet article est partiellement ou en totalité issu de l’article de Wikipédia en anglais intitulé « La Vista, Nebraska » (voir la liste des auteurs).